# Friedhofskapelle (Königheim)

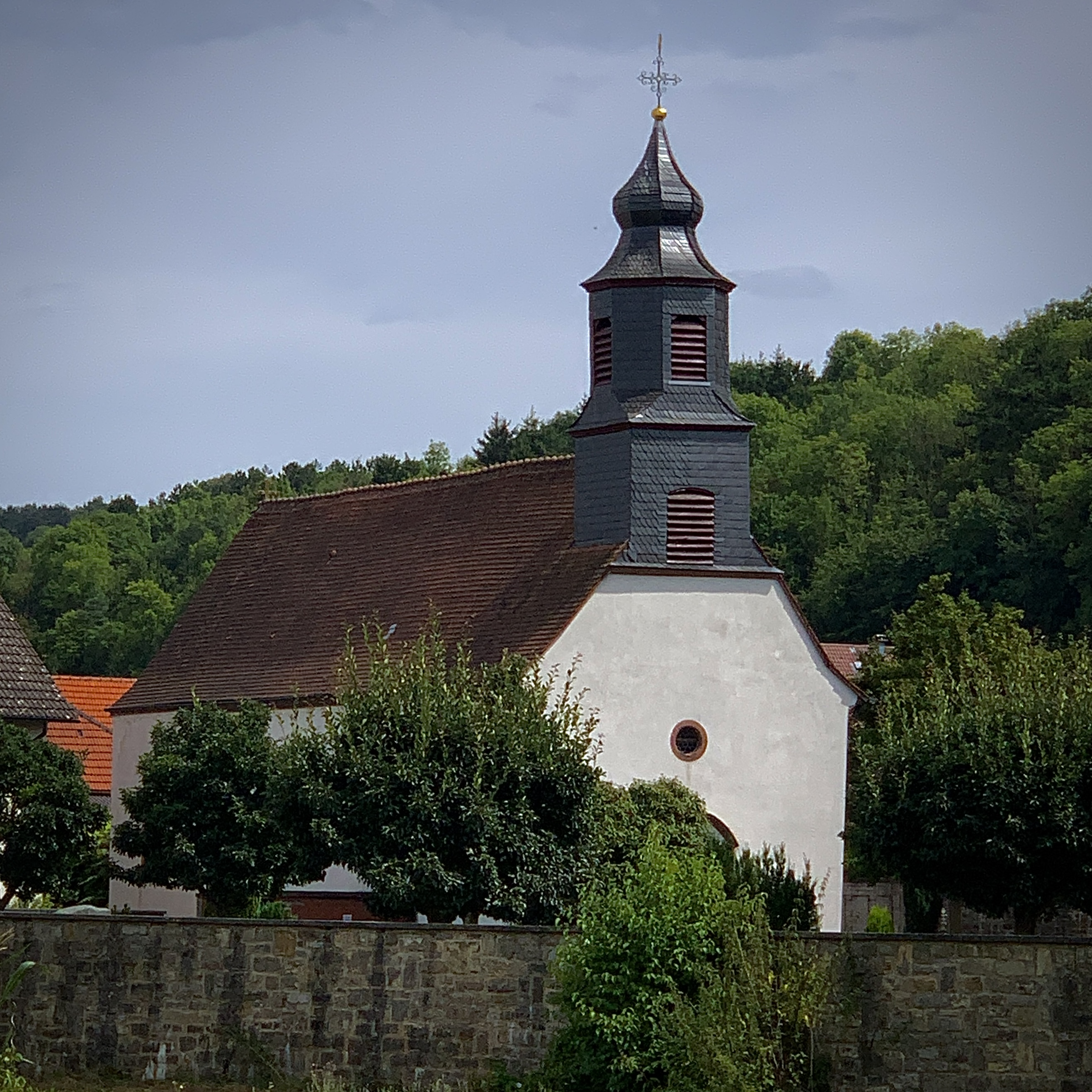
Friedhofskapelle in Königheim, 2021

Die römisch-katholische Friedhofskapelle (auch Marienkapelle) in Königheim im Main-Tauber-Kreis wurde bereits 1390 im Bereich des heutigen Standorts als Marienkapelle erwähnt. Möglicherweise war der Vorgängerbau noch älter. Die Kapelle in ihrer heutigen Form stammt von 1615 sowie aus dem 18. Jahrhundert. Daneben erhielt die Kapelle in den Jahren 1615/17 einen Friedhof. 1873/74 wurde sie nochmals renoviert. Sie gehört zur Seelsorgeeinheit Königheim, die dem Dekanat Tauberbischofsheim des Erzbistums Freiburg zugeordnet ist. Der dazugehörige Friedhof gehört zur Gemeinde Königheim. Die Kapelle steht unter Denkmalschutz.

## Geschichte und Ausstattung
Bereits im Jahr 1390 wurde eine Altarpfründe gestiftet:

„in der zu Ehren der seligen Jungfrau Maria geweihten Kapelle im Dorf Keniken.“

Das Einkünfteverzeichnis des Klosters Amorbach von 1395 nennt dreimal diese Kapelle. Sie hatte bis 1615 keinen Friedhof, somit war sie nie eine Pfarrkirche. Schon 1549 wurde die Kapelle als baufällig bezeichnet, dennoch kam es erst 1615 zum Neubau des Chores und des Dachreiters. Bei einem Brand am 22. März 1597, bei dem ungefähr ein Drittel des Dorfes zerstört wurde, blieb die Kapelle unversehrt, wodurch das Vertrauen zur Kapelle und deren Marienbild stark anstieg. Die Pietà ist um 1520 entstanden und befindet sich noch heute in der Kapelle. Die Bauinschrift an der Südwand lautet:

„Alß Man Zalt 1615 Jar, Disser Chor gebauet ward. Valentinus Beczolt Gotshausmeister.“

An der Nordwand der mehrmals umgebauten Kapelle sind Wandmalereien aus den Jahren 1500 erhalten. Neben dem Gemeindewappen, der Kanne, sieht man das Wappen des damaligen Amtsmannes Caspar Lerch von Dirmstein in Bischofsheim, der wahrscheinlich im Auftrag des Kurfürsten am Bau beteiligt war. Der Chor erhielt damals rechteckige Renaissance-Fenster. Für die zwei Seiten des Chors wurde 1873 ein Spitzbogenfenster aus dem Schiff in den Chor versetzt. Dazu kamen 1874 neugotische Altäre. Bei diesen Renovierungen wurde Renaissance-Malerei freigelegt. Am Mittelfenster verweist ein mehrteiliges Wappen mit dem Mainzer Rad und der Krone mit dem Eisenhut der Familie von Cronberg auf den Mainzer Erzbischof und Kurfürst Johann Schweikhard von Cronberg, der 1604 bis 1626 regierte. Die zwei Querbalken links zeigen das Wappen des Mainzer Domkapitels, dem das Patronatsrecht zustand. Auf der rechten Seite ist das Wappen des Caspar Lerch zu erkennen, der von 1611 bis 1619 Amtmann war. Laut Pfarrer Severus wurde um 1615/17 der Friedhof angelegt und 1617 die Friedhofsmauer. Er schrieb um 1760 in seine Chronik:

„Der Hauptaltar ist zu Ehren der Schmerzhaften Mutter Gottes geweiht. Unter Pfarrer Seeger stiftete Herr David Mühling einen zweiten Altar zu Ehren Jesu, Maria, Joseph; den Dritten Altar, auf der Evangelienseite, zu Ehren des Gekreuzigten ist errichtet durch Herrn Sebastian Brotzler. Ein größeres Bild des Gekreuzigten ist mit Zustimmung der Erben zur neuen Kirche der größeren Zierde wegen gebracht worden, es wurde ersetzt durch ein kleineres Bild, aber von einigem Wert.“

Noch heute stehen auf dem Pfarrhausspeicher zwei barocke Gemälde des Gekreuzigten. 1705 wurde zudem noch ein Epitaph angeschafft. Bei einer Renovation 1873/74 erhielt die Kapelle eine neue Empore mit Aufgang von außen und neue Bodenplatten, der Chor erhielt erst damals ein Kreuzgewölbe. Beim linken Seitenaltar wurde ein Spitzbogenfenster ausgebrochen und im Chor eingesetzt. Der Maler Breitenbach lieferte im Oktober 1874 für 547 Gulden drei neugotische Altäre. Die Kunsthandlung Woerl in Würzburg besorgte für 80 Gulden ein neues Bild der Vierzehn Nothelfer. Bei dem Umbau zur Leichenhalle 1970 kamen die drei Altaraufbauten in das Archiv des Bildhauers Leib in Gerlachsheim. Das Bild von Josephs Tod steht im Rathausspeicher, die Barockfiguren der Heiligen Familie sind seit 1972 im Museum Tauberbischofsheim.